# 小行星6949
小行星6949（英語：6949 Zissell）是一颗围绕太阳公转的小行星。1982年9月11日，橡树岭天文台在哈佛大学天文台发现了此天体。
这颗小行星的绝对星等为112.3045347096565等。